# Jeff Cotton
Jeff Cotton, noto anche con lo pseudonimo di Antennae Jimmy Semens (Porterville, 31 maggio 1948), è un musicista statunitense, conosciuto soprattutto per avere suonato la chitarra nella Magic Band di Captain Beefheart a fine anni sessanta. Insieme a Captain Beefheart registrò l'album Trout Mask Replica. Fu proprio Beefheart ad affibbiargli il soprannome Antennae Jimmy Semens che cui è accreditato nelle note del disco.

## Biografia
Cotton si fece notare come chitarrista militando nella band Merrell and the Exiles, gruppo che aveva anche avuto qualche hit a livello locale nel 1964 nella zona di Los Angeles. Successivamente entrò a far parte dei "Blues in a Bottle", formazione che comprendeva nelle sue file anche i futuri membri della Magic Band: Mark Boston, Bill Harkleroad e John French. Cotton si unì stabilmente alla Magic Band nel 1968 (anche se aveva già preso parte a delle sedute in studio con il gruppo a fine 1967) come sostituto di Ry Cooder, che aveva lasciato il gruppo dopo il primo album Safe as Milk.
Cotton contribuì alle sorti della Magic Band suonando la sua chitarra slide durante i concerti, registrando con la band gli album Strictly Personal, Mirror Man e Trout Mask Replica; per il quale venne ribattezzato da Captain Beefheart stesso con il soprannome "Antennae Jimmy Semens".
Cotton lasciò la Magic Band nel 1970 dopo una violenta lite con il batterista provvisorio del gruppo, Jeff Bruschell, che gli ruppe un paio di costole. Probabilmente questa fu la goccia che fece traboccare il vaso, avendo già sperimentato, come membro del gruppo, il periodo di reclusione durato 8 mesi durante le sessioni di Trout Mask Replica, nel quale Beefheart sperimentò sui membri della band le sue tecniche di dominio psicologico con l'ausilio della privazione del sonno, del cibo, e di varie violenze psichiche e fisiche con il fine di distruggere il loro stato emotivo e annientarne la personalità e la volontà.
Dopo la fuoriuscita dal gruppo di Beefheart, Cotton rinsaldò la sua relazione professionale con Merrell Fankhauser (degli Exiles) in una nuova band chiamata MU. Nonostante due album ben accolti dalla critica, il gruppo non riscosse nessun successo commerciale, e così Cotton, nel 1975, si ritirò dal mondo della musica, e si mise a studiare per diventare un pastore evangelico.

## Discografia
Con Captain Beefheart & His Magic Band
- Strictly Personal (1968)
- Trout Mask Replica (1969)
- Mirror Man (1971) - registrato nel 1967/68

Con i MU
- MU (1971)